# 加菲爾德鎮區 (堪薩斯州迪金森縣)
加菲爾德鎮區（英語：Garfield Township）為美國堪薩斯州迪金森縣轄下的鎮區。2010年美国人口普查中此鎮區人口有199人。

## 地理
加菲爾德鎮區涵蓋總面積為93.8平方（36.22平方英里），其中陸地面積為93.8平方（36.20平方英里），水域面積為0.052平方（0.02平方英里）或0.06%。海拔高度382（1,253英尺）。

## 人口統計
根據2010年美國人口普查，加菲爾德鎮區人口有199人，其中男性有105人，女性有94人，人口密度為每平方公里2.12人，住房計74戶。鎮區內的白人有199人，非裔美國人有0人，美洲原住民有0人，亞裔美國人有0人，太平洋島裔美國人有0人，其他種族有0人，混血種族則有0人。此外鎮區內有0人為西班牙裔或拉丁裔美國人。此鎮區之年齡中位數為39.9歲，而男性年齡中位數為39.3歲，女性年齡中位數為41.0歲。